# Sinningia warmingii
Sinningia warmingii là một loài thực vật có hoa trong họ Tai voi. Loài này được (Hiern) Chautems miêu tả khoa học đầu tiên năm 1990.